# Blauwe kwartel
De blauwe kwartel (Synoicus adansonii synoniem: Excalfactoria adansonii en Coturnix adansonii) is een vogel uit de familie fazantachtigen (Phasianidae).

## Taxonomie
De wetenschappelijke naam van de soort is voor het eerst geldig gepubliceerd in 1851 door J.Verreaux & E.Verreaux. De IOC World Bird List zet deze soort in een apart geslacht Synoicus.

## Kenmerken
De kwartel is 12 tot 15 cm lang en weegt 33 tot 48 g.Het mannetje is van onder leiblauw en heeft een kastanjekleurige vlek op de flanken en de handpennen zijn gedeeltelijk blauw. De keel is wit met een markante zwarte baardstreep en een zwarte rand tussen het wit en het leiblauw. Van boven is de vogel donkerbruin en leiblauw gevlekt. Het vrouwtje (de hen) is onopvallend bruin gestreept en gespikkeld, van onderen lichter dan van boven.

## Verspreiding en leefgebied
De blauwe kwartel komt wijdverbreid voor in Afrika bezuiden de Sahara. Het leefgebied bestaat uit graslanden, rijsvelden en akkerranden in de buurt van water. Meestal in laagland, maar in Malawi tot op 2100 m aangetroffen.

## Status
De kans op uitsterven van de blauwe kwartel is uiterst gering. De grootte van de populatie is niet gekwantificeerd. Er is geen aanleiding te veronderstellen dat de soort in aantal achteruit gaat. Om die redenen staat deze kwartel als niet bedreigd op de Rode Lijst van de IUCN.